# 기요모토 요시지로
기요모토 요시지로(清元美治郎, 본명: 하나오카 마사야 花岡雅彌, 1945년 ~ 2021년 6월 4일)는 일본의 샤미센 연주자이다.
오사카에서 태어났다. 1964년 기요모토 주쿠니다유 밑에 입문하여, 이후 기요모토 요시지로라는 이름을 썼다. 2013년 예술선장 문무과학대신상을, 2014년에는 예술제 음악부문 대상을 받았다. 2021년 코로나19로 사망했다.